# Fusil Krag-Jørgensen
El  Krag-Jørgensen  es un fusil de cerrojo diseñado por los noruegos Ole Herman Johannes Krag y Erik Jørgensen a finales del siglo XIX. Fue adoptado como fusil estándar en Dinamarca, Estados Unidos y Noruega. Unos 300 fusiles fueron suministrados a las tropas bóer de la República Sudafricana (Zuid-Afrikaansche Republiek o ZAR).
El Krag-Jørgensen se diferencia de otros fusiles por su cargador. Mientras que otros fusiles usaban un depósito separado para almacenar los cartuchos, en el Krag-Jørgensen el depósito es parte integral del cajón de mecanismos del fusil. Los cartuchos se introducían en este por un lado, tras levantar una cubierta con bisagra. De allí eran guiados hacia arriba al abrir el cerrojo, mediante un resorte guía.
Esta característica tiene ventajas y desventajas al compararla con un depósito convencional, la mayoría de los cuales eran alimentados desde arriba mediante peines. Un peine similar podía emplearse en el fusil Krag para llenar el depósito. La carga habitual era cartucho a cartucho, siendo más sencilla en un fusil Krag que en uno con depósito convencional. De hecho, se pueden introducir varios cartuchos a la vez en el depósito de un Krag sin tener cuidado y cuando la cubierta se cierra, los cartuchos son forzados a alinearse dentro del depósito. Este depósito también era sencillo de vaciar, al contrario de la mayoría de fusiles con depósitos alimentados desde arriba, no hacía falta abrir el cerrojo del Krag-Jørgensen. Se ha vehiculado que la complejidad relacionada con fabricar un depósito integrado en el cajón de mecanismos fue la principal razón por la cual el Krag-Jørgensen no fue adoptado en muchos países. Para otros, las características del depósito facilitaron su adopción   
Esta arma fue empleada durante la Guerra Hispano-Estadounidense, siendo utilizada por las tropas estadounidenses en contra de las tropas españolas armadas con fusiles Mauser Modelo 1893 y en la que el fusil Mauser se mostró superior. Posteriormente, el fusil fue ampliamente utilizado para cacería tanto en Europa como en los Estados Unidos. En cuanto a su aparición en películas, se puede apreciar en Tarzan de los Monos de 1932, protagonizada por Johnny Weissmüller.
Hoy el Krag-Jørgensen es un fusil popular entre los coleccionistas de armas y es muy valorado por los tiradores debido a la ligereza de su cerrojo.

## Desarrollo

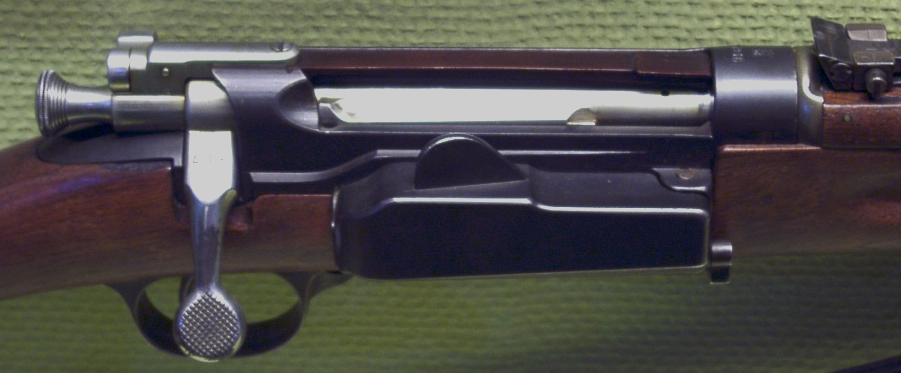
Acercamiento del cajón de mecanismos y la cubierta del depósito de una carabina noruega Krag-Jørgensen M1912.

La década de 1880 representa un interesante periodo en el desarrollo de las modernas armas de fuego. Durante esta década se generalizó el empleo de la pólvora sin humo y el calibre de los fusiles militares estándar fue reducido. Varios países adoptaron fusiles de cerrojo de pequeño calibre durante esta década.

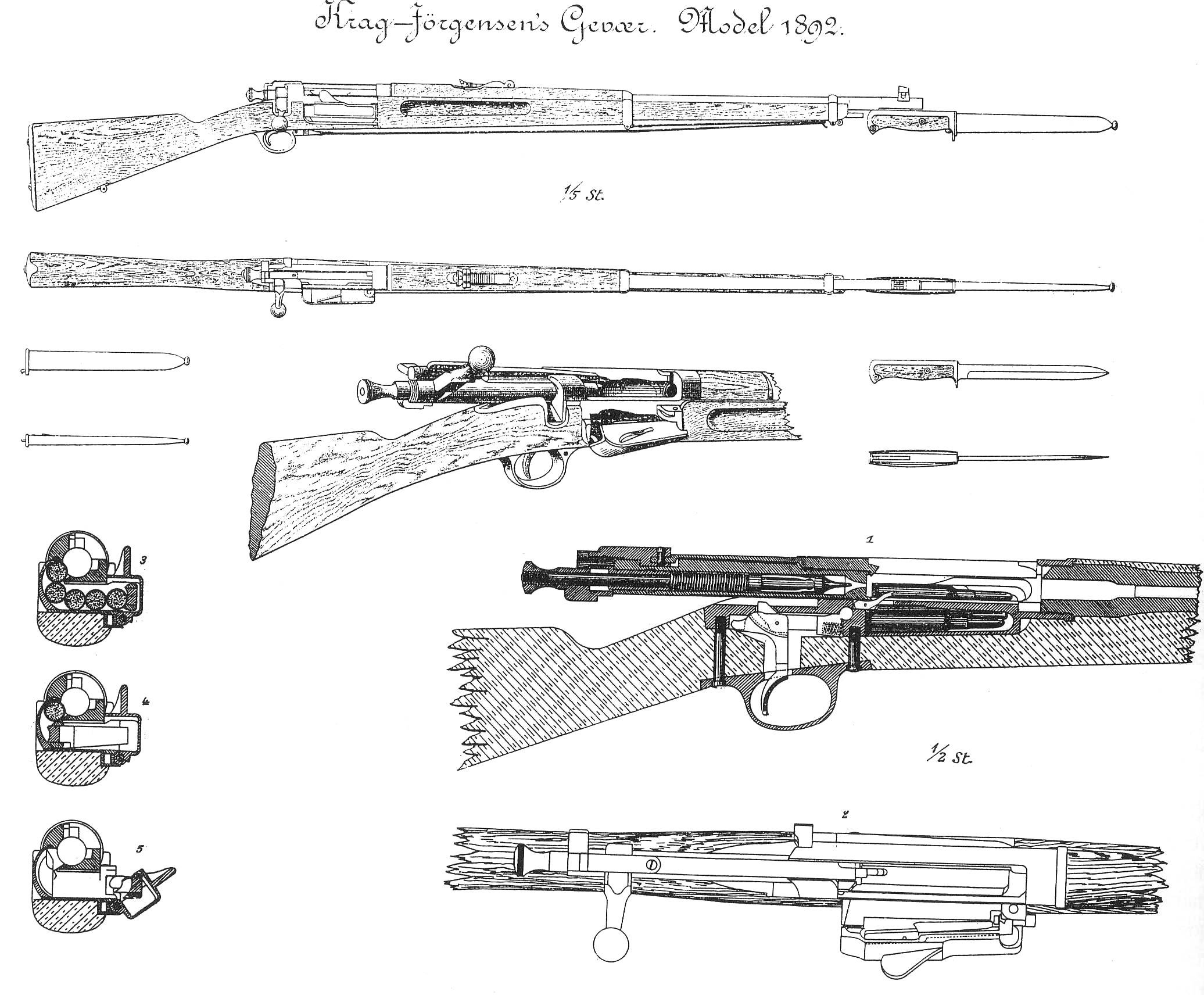
Dibujo técnico de uno de los primeros modelos del Krag-Jørgensen.

Incluso aunque Noruega había adoptado el fusil de repetición Jarmann en 1884, rápidamente se vio que solo era un arma provisoria. Ole Krag, capitán del Ejército noruego y director de la Kongsberg Våpenfabrikk (la fábrica de armas estatal), continuó con el desarrollo de armas ligeras, que había iniciado al menos desde 1866. Al no estar satisfecho con el depósito tubular del fusil Jarmann y el anterior fusil Krag-Petersson (adoptado por la Armada Real Noruega en 1876), contrató la ayuda del maestro armero Erik Jørgensen. Juntos desarrollaron el depósito "cápsula". La principal característica de este depósito era que en lugar de ser una caja recta que sobresalía del guardamanos del fusil, iba envuelto alrededor del cerrojo. Los primeros modelos tenían una capacidad de 10 cartuchos y fueron instalados en versiones modificadas del Jarmann, aunque podían adaptarse a cualquier fusil de cerrojo.

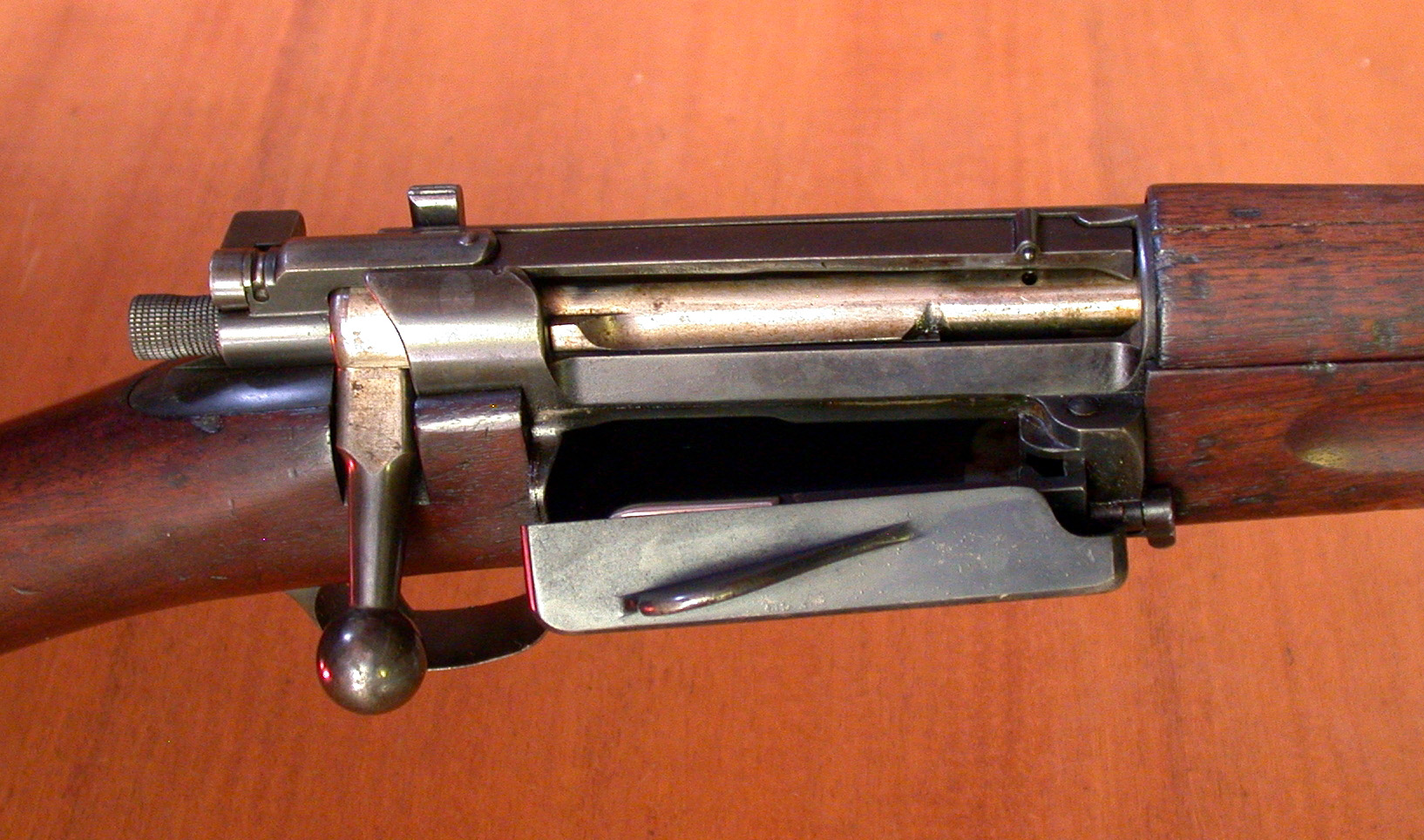
Acercamiento de un Springfield Krag M1896 estadounidense, con la cubierta del depósito abierta.

En 1886, Dinamarca estaba a punto de adoptar un nuevo fusil para sus Fuerzas Armadas. Uno de los primeros prototipos del nuevo fusil fue enviado a Dinamarca. Los comentarios de los daneses fueron vitales en el posterior desarrollo del arma. La prueba llevada a cabo en Dinamarca reveló la necesidad de aligerar el fusil, al igual que los posibles beneficios de un nuevo mecanismo. Por lo tanto, Krag y Jørgensen decidieron convertir el depósito a lo que ellos llamaron "media cápsula", con una capacidad de solamente 5 cartuchos en lugar de los 10 anteriores. Durante los meses siguientes, ellos combinaron lo que consideraban las mejores ideas de otros armeros con una buena cantidad de sus propias ideas para diseñar un cerrojo característico para su fusil. El extractor largo, situado sobre el cerrojo, fue inspirado del mecanismo del fusil Jarmann, mientras que el empleo de superficies curvas para amartillar y eyectar el casquillo del cartucho disparado fueron probablemente inspiradas por los diseños de Mauser. Por cierto tiempo tras la adopción del arma por Dinamarca, ellos experimentaron con tetones de acerrojamiento frontales dobles, pero decidieron no incluirlos para ahorrar peso y costos de producción. La munición de aquel entonces no necesitaba tetones de acerrojamiento frontales dobles y el cerrojo ya tenía 3 - uno en su parte frontal, uno delante de la manija del cerrojo y la manija de este - que eran considerados más que suficientemente fuertes.
El fusil tenía una característica conocida como "bloqueador de depósito". Este es una palanca situada en el lado izquierdo posterior del cajón de mecanismos. Al ser elevada (en los fusiles y carabinas Krag-Jørgensen noruegos), el bloqueador no permite que los cartuchos del depósito sean introducidos en la recámara por el cerrojo. Este mecanismo fue pensado para disparar un solo cartucho, como por ejemplo, cuando los soldados disparan a blancos distantes, pudiendo liberar los restantes cartuchos del depósito en caso de que el enemigo lance un ataque frontal o se decida atacarlo frontalmente. Esto ofrecía instáneamente al tirador 5 cartuchos para fuego rápido. El fusil M1903 Springfield, que reemplazó a los Krag, tuvo un bloqueador de depósito al igual que el SMLE hasta 1915.

## Variantes danesas del Krag-Jørgensen

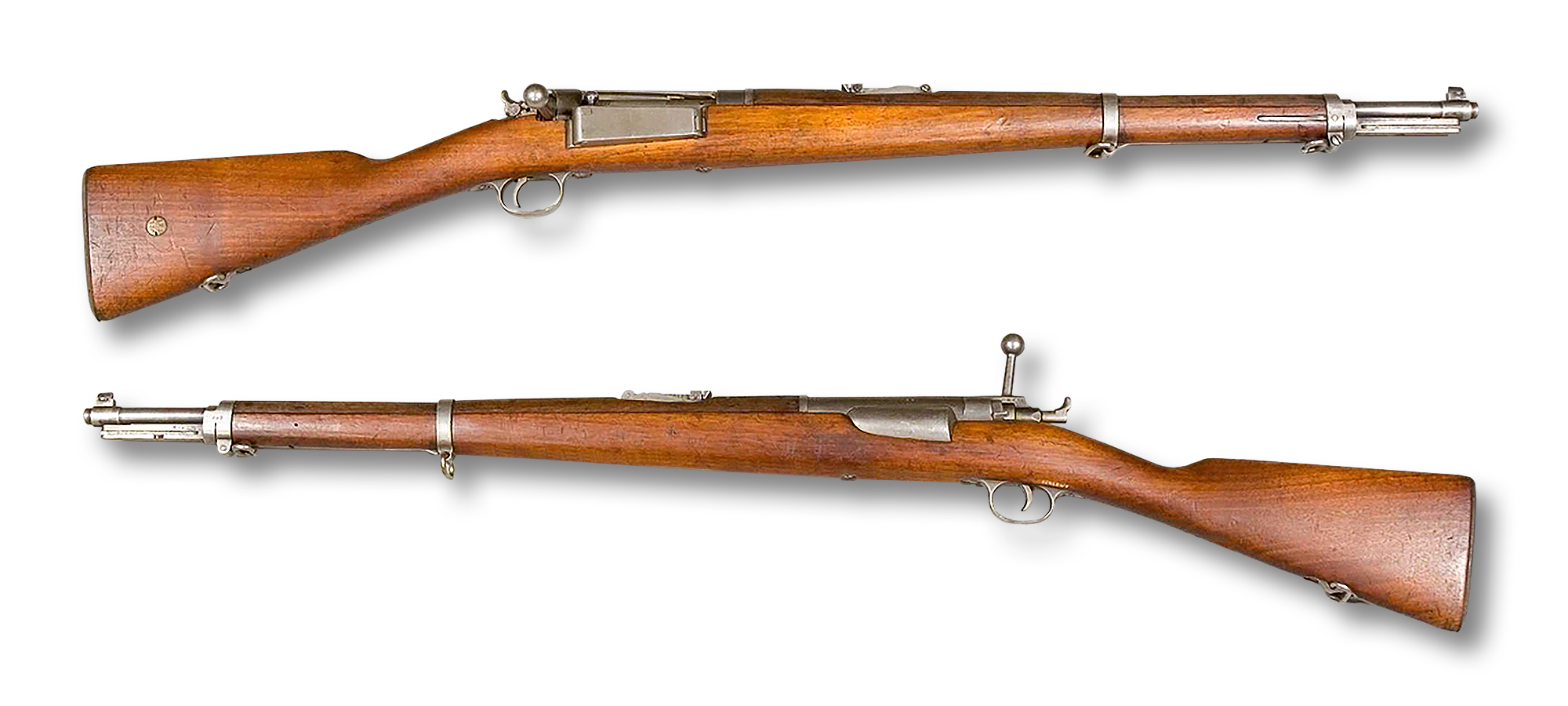
Carabina danesa M1889.

Tras arduas pruebas, Dinamarca adoptó el fusil Krag-Jørgensen el 3 de julio de 1889. El fusil danés se diferenciaba en varios puntos clave de las armas adoptadas más tarde por Estados Unidos y Noruega, particularmente en el empleo de una cubierta con bisagra que se abría hacia adelante (en lugar de hacia abajo) en el depósito, un cartucho con pestaña y una funda exterior de acero para el cañón.
El Krag-Jørgensen danés estaba calibrado para el cartucho 8 x 58 R (0,31 pulgadas/ 7,87 mm) y fue empleado, al menos durante los primeros años, como un fusil monotiro, con el depósito como reserva. Estuvo en servicio hasta la invasión alemana del 9 de abril de 1940.
Aunque la información sobre las diversas variantes del Krag-Jørgensen empleadas en Dinamarca ha sido difícil de hallar, se fabricaron al menos las siguientes variantes:    

### Fusiles
- Modelo 1889 (Gevaer M/89): con guardamanos hasta la boca del cañón, manija del cerrojo recta y una funda exterior de acero para el cañón. Esta arma es típica para la época, al tener un cañón largo y una culata sin pistolete. Fue originalmente suministrado sin un seguro; en su lugar, una hendidura para semi-amartillado en el conjunto amartillador/percutor servía para este propósito. En 1910, este fusil fue modificado mediante la adición de un seguro manual, que estaba situado en el lado izquierdo del cajón de mecanismos, justo detrás de la manija del cerrojo.
- Modelo 1889-1928 de francotirador (Finskydningsgevaer M/89-28): un fusil Modelo 1889 modificado, con un cañón pesado, guardamanos de madera, alza micrométrica y punto de mira cubierto.

### Carabinas
- Modelo 1889 de Artillería e Infantería (Artillerkarabin M/89 y Fodfolkskarabin M/89-24): solamente se diferenciaban por la ubicación de los anillos para la correa portafusil, siendo parecidas a fusiles Modelo 1889 acortados.
- Modelo 1889 de Caballería (Rytterkarabin M/89): tiene guardamanos de madera y es más corta que las otras carabinas. Se diferencia del modelo de ingenieros solamente por la ubicación de las abrazaderas y el no tener un riel para montar la bayoneta. La carabina Modelo 1889-1923 de Caballería (Rytterkarabin M/89-23) lleva un riel para bayoneta.
- Modelo 1889 de Ingenieros (Ingeniørkarabin M/89): tiene las abrazaderas situadas en diferente posición a la Modelo 1889 de Caballería y lleva un riel para bayoneta.

## Variantes estadounidenses del Krag-Jørgensen

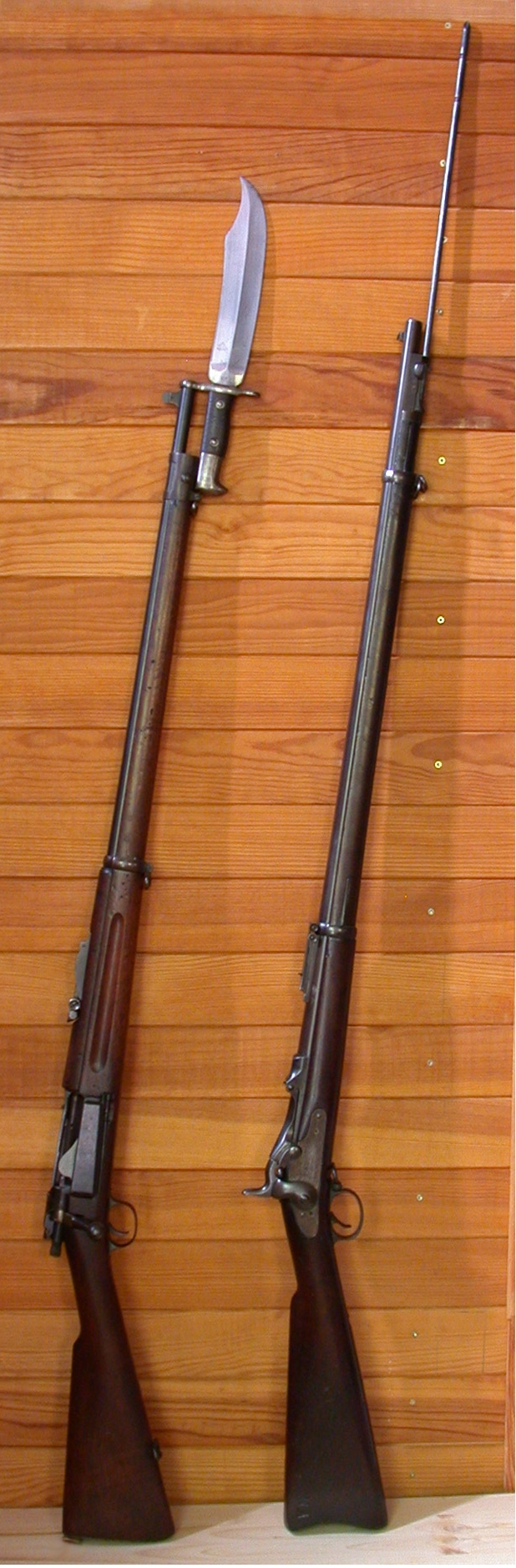
Un Springfield Modelo 1892-99 (izquierda), junto a un Springfield Modelo 1873 (derecha).

Como otras tantas fuerzas armadas, el Ejército de los Estados Unidos estaba buscando un nuevo fusil a inicios de la década de 1890. Se llevó a cabo un concurso en 1892, comparando 53 modelos de fusiles diseñados por Lee, Krag, Mannlicher, Mauser y Schmidt-Rubin. Las pruebas tuvieron lugar en Governors Island, New York, siendo todos los fusiles finalistas de fabricación extranjera: Krag, Lee y Mauser. En agosto de 1892 el fusil Krag obtuvo el contrato, pero la producción fue retrasada debido a las protestas de inventores y fabricantes de armas estadounidenses. Dos diseñadores de fusiles, Russell y Livermore, incluso llegaron a entablar un proceso judicial con el gobierno estadounidense por la elección, obligando a una revisión de los resultados de la prueba en abril y mayo de 1893. A pesar de esto, una versión mejorada del Krag-Jørgensen fue nuevamente elegida y obtuvo el contrato. La principal razón para elegir al Krag parece haber sido el diseño de su depósito, que podía ser vaciado a voluntad sin tener que abrir el cerrojo (lo cual dejaba al fusil temporalmente inoperativo). Los oficiales del Departamento de Armamento también creían que el bloqueador de depósito del Krag y su baja velocidad de recarga eran ventajosas, ya que ahorraban munición en el campo de batalla. Este diseño de depósito resultaría ser una importante desventaja cuando los soldados estadounidenses se enfrentaron a los soldados españoles armados con el Mauser Modelo 1893 de 7 mm y alimentado mediante peines en la Guerra hispano-estadounidense.
Unos 500.000 fusiles Krag de calibre 7,62 mm fueron producidos en el Springfield Armory de Massachusetts desde 1894 hasta 1904.  El fusil Krag-Jørgensen disparaba el cartucho .30-40 Krag con pestaña y fue empleado en la Rebelión bóxer, la Guerra Hispano-Estadounidense y la Guerra Filipino-Estadounidense. En esta última, el fusil era mencionado en una canción popular entre las tropas estadounideneses, con una estrofa que dice:
Damn, damn, damn the Filipinos!

Cut throat khaki ladrones!

Underneath the starry flag,

Civilize them with a Krag,

And return us to our beloved home.
Maldición, maldición, malditos filipinos!

Desbocados ladrones de caquís!

Bajo la bandera estrellada,

Los civilizaremos con un Krag,

Y nos enviarán de vuelta a nuestro querido hogar.
Unas cuantas carabinas fueron empleadas por las unidades de Caballería que combatían a los apaches en el Territorio de Nuevo México y a los cazadores furtivos en el parque nacional de Yellowstone. Durante la Primera Guerra Mundial, 2.000 fusiles fueron llevados a Francia por los batallones de Ingenieros (Ferrocarril) 10.º y 19.º, pero no hay evidencia de su empleo por unidades de primera línea en aquel conflicto.
Los Krag estadounidenses empleaban el cartucho con pestaña "Cartridge, Caliber 30, U.S. Army,", conocido también como el .30 U.S., .30 Army o .30 Government y más popularmente por su nombre civil, el .30 Army. El .30 Army fue el primer cartucho con pólvora sin humo adoptado por el Ejército estadounidense, pero su nombre civil conserva la denominación "calibre-carga" de los anteriores cartuchos de pólvora negra. Por lo cual, el .30-40 Krag monta una bala de calibre 7,62 mm (.30) con punta redonda encamisada en cuproníquel, que pesa 14 g (220 granos) y es propulsada por 3 g (40 granos) de pólvora sin humo a una velocidad de aproximadamente 600 m/s. Al igual que en el caso del .30-30 Winchester, es el empleo de la nomenclatura para cartuchos de pólvora negra lo que conduce a la errónea idea que el .30-40 Krag fue un cartucho de pólvora negra.
En servicio estadounidense, el Krag finalmente demostró ser ineficaz ante los fusiles derivados del Mauser, principalmente en los combates que tuvieron lugar en Cuba y Filipinas durante la Guerra hispano-estadounidense.
Fue el principal fusil militar estadounidense desde 1894 hasta 1903, cuando fue reemplazado por el M1903 Springfield con su más potente cartucho .30-03 Springfield, que pronto fue reemplazado por el .30-06 Springfield en 1906.
El fusil Krag-Jørgensen estadounidense tuvo por lo menos nueve modelos diferentes:          

### Fusiles
- Modelo 1892 (M1892 Rifle): con un cañón de 762 mm (30 pulgadas) y un bloqueador de depósito que se acciona hacia arriba. Puede identificarse por la baqueta almacenada bajo el cañón. Ya que tomó dos años el iniciar la producción, los fusiles Modelo 1892 tienen cajones de mecanismos fechados "1894". La mayoría de los fusiles Modelo 1892 fueron recondicionados a la configuración del Modelo 1896.
- Modelo 1896 (M1896 Rifle): su bloqueador de depósito se acciona hacia abajo y la baqueta está almacenada en  un compartimiento de la culata. Un alza mejorada y tolerancias de producción más estrictas le otorgan una mayor precisión. Se modificó ligeramente el guardamanos (fue engrosado).
- Modelo 1898 (M1898 Rifle): generalmente similar al Modelo 1896, pero con una amplia gama de cambios menores.
- Modelo Modificado 1896 (M1896 Cadet Rifle): iba equipado con una baqueta, de forma similar al fusil Modelo 1892. Solamente se fabricaron unos 400 antes de ser descontinuado. El Modelo Modificado 1896 no tiene anillas para la correa portafusil y la abrazadera inferior es fijada mediante un muelle plano.

### Carabinas
- Modelo 1892 (M1892 Carbine): posiblemente un prototipo, ya que hoy solamente se conocen dos ejemplares. Se parece al fusil Modelo 1892, pero con un cañón de 22 pulgadas, un guardamanos largo y una baqueta entera.
- Modelo 1896 (M1896 Carbine): tiene las mismas modificaciones que el fusil Modelo 1896.
- Modelo 1898 (M1898 Carbine): tiene las mismas modificaciones menores que el fusil Modelo 1898. Solamente se fabricaron 5000, teniendo el mismo guardamanos corto (el alza toca la abrazadera) que la carabina Modelo 1896; la mayoría fueron modificadas como Modelo 1899.
- Modelo 1899 (M1899 Carbine): generalmente similar a la Modelo 1898, pero con un guardamanos más largo y no tiene anilla para la correa portafusil.[4]
- Modelo 1899 de Policía (M1899 Constabulary carbine): construida para ser empleada en las Filipinas. Es básicamente una carabina Modelo 1899 equipada con un guardamanos largo y un riel para bayoneta, con la boca del cañón recortada para permitir el montaje de la bayoneta.

### En el Caribe y América Latina
A inicios del siglo XX, Estados Unidos suministró fusiles Krag a algunos países caribeños donde sus Fuerzas Armadas intervinieron. Entre estos países figuró Haití, donde los fusiles Krag sobrantes equiparon a la Gendarmería de Haití (refundada en 1915). Una carta de 1919 dirigida al Comandante del Cuerpo de Marines desde la Primera Brigada Provisional acuartelada en Puerto Príncipe indicaba: "...Unos 2.000 bandidos plagan las colinas... Yo no creo que en todo Haití hayan más de 400 o 500 fusiles, si es que hay. Estan muy escasos de munición... Ellos emplean nuestra munición y el Krag atando un trozo de cuero de cabra con una cuerda alrededor de la base del cartucho".
La ocupación estadounidense de la República Dominicana de 1916-1924 produjo el ingreso de una pequeña cantidad de fusiles Krag al país. La Guardia Nacional Dominicana suministró a sus soldados los fusiles Krag, pero como éstos no estaban acostumbrados con el arma, los fusiles se malograron rápidamente y las piezas de repuesto eran difíciles de obtener. El descubrimiento de balas de Krag en los cadáveres de las víctimas de la Masacre del Perejil de 1937, fue tomada como evidencia de la participación del gobierno en las matanzas por los observadores estadounidenses. Al inicio de la Segunda Guerra Mundial, el gobierno dominicano tenía disponibles unos 1.860 fusiles Krag, complementando a sus más de 2.000 fusiles Mauser españoles.
Para apoyar al gobierno de Adolfo Díaz Recinos en Nicaragua, el gobierno estadounidense suministró fusiles Krag a la recientemente formada Guardia Nacional en 1925.

### En África
En 1919, Estados Unidos puso a la venta fusiles a bajo precio para los liberianos, que recibieron varios fusiles Krag, así como fusiles Peabody y Mauser.

## Variantes noruegas del Krag-Jørgensen

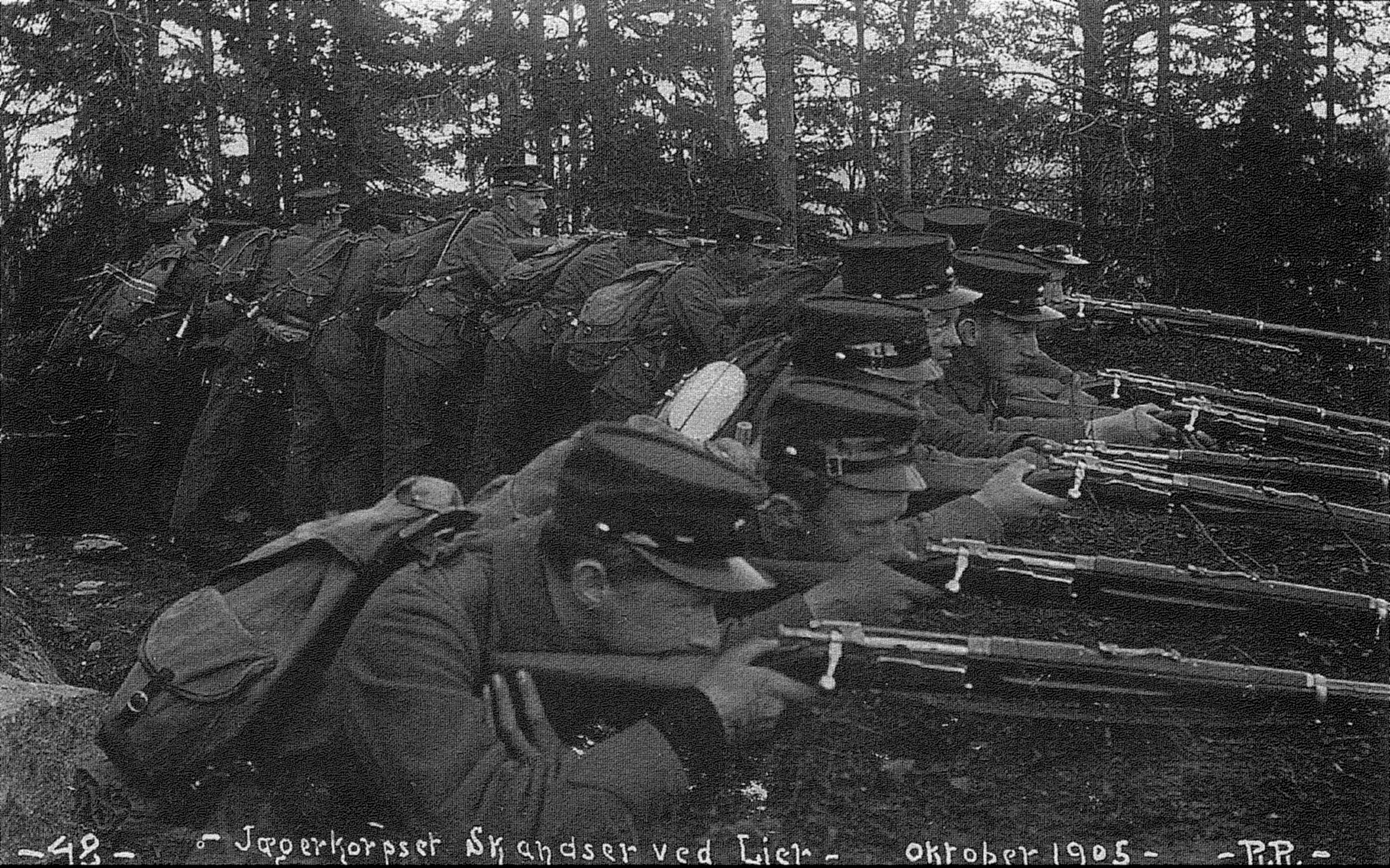
Soldados noruegos armados con el fusil Krag-Jørgensen, 1905.

La Comisión de fusiles Sueco-Noruega empezó a funcionar en 1891. Una de sus primeras tareas fue encontrar el mejor calibre disponible para la nueva arma. Tras amplias pruebas balísticas en donde fueron probados diversos calibres (8 mm, 7,5 mm, 7 mm, 6,5 mm, etc), el calibre óptimo fue el 6,5 mm (0.256). Tras esta decisión, se estableció una comisión Noruego-Sueca en diciembre de 1893. Esta comisión trabajó a través de una serie de reuniones para decidir sobre las medidas del casquillo del cartucho. Se aprobó un cartucho sin pestaña con un casquillo de 55 mm de largo, para luego decidir sobre sus diversas dimensiones (diámetro del culote, diámetro del cuello, ángulo del casquillo, ángulo del hombro, etc). También se determinaron las respectivas dimensiones de la recámara que tendría el futuro fusil. El cartucho resultante sería conocido más tarde como el 6,5 x 55. Este cartucho también es conocido como el 6,5 x 55 Krag, 6,5 x 55 Escandinavo, 6,5 x 55 Mauser, 6,5 x 55 Sueco y 6,5 x 55 Noruego, aunque se trate del mismo cartucho. Algunos asumieron que había una diferencia entre la munición sueca y la noruega, pero esta nunca existió. Debido a diferentes interpretaciones de los estándares de producción, como por ejemplo el de la recámara del Krag noruego y el de la recámara del Mauser sueco, un pequeño porcentaje de la munición producida en Noruega precisaba aplicar más fuerza sobre el cerrojo al emplearse en el fusil sueco. Sin embargo, al poco tiempo de adoptarse el cartucho surgió el rumor que se podían emplear cartuchos suecos en los fusiles noruegos, pero no cartuchos noruegos en los fusiles suecos. Además el rumor afirmaba que esto había sido hecho a propósito, para que Noruega tuviese la ventaja táctica de emplear municiones capturadas en caso de guerra, negando la misma ventaja a los suecos. Tras el surgimiento del rumor en 1900, el Ejército sueco decidió examinarlo. Se confirmó que la diferencia era insignificante, al igual que tanto los cartuchos noruegos como los cartuchos suecos se encuadraban en las características técnicas especificadas. A pesar del descubrimiento, el historiador de armamento sueco Josef Alm repitió el rumor en un libro publicado en la década de 1930, haciendo que muchos creyeran que había una diferencia significativa entre los cartuchos fabricados en Noruega y Suecia.

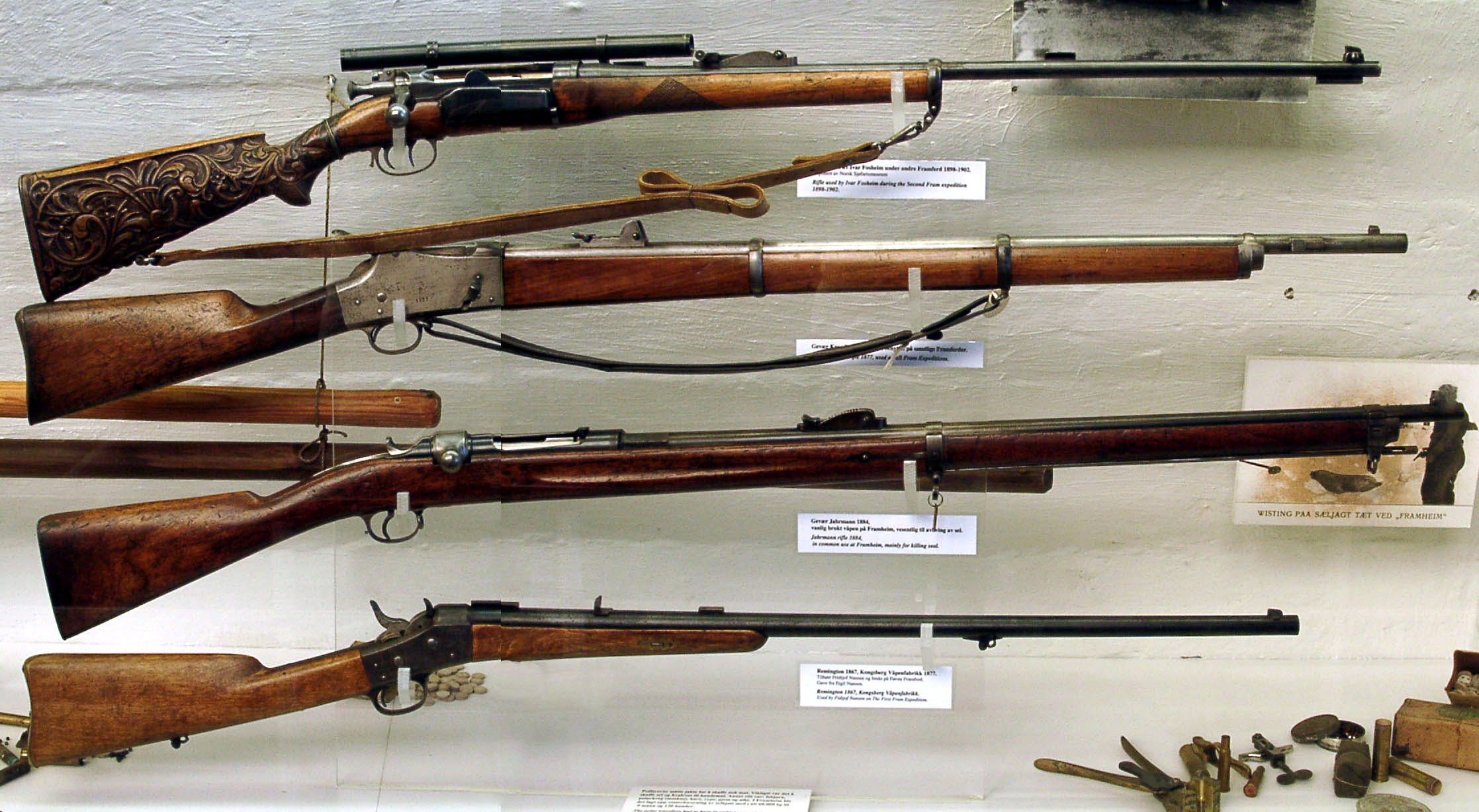
Colección de fusiles del Frammuseet. En la parte superior puede verse un Krag-Jørgensen M1894 civil, con la culata tallada.

Una vez que el problema de la munición fue resuelto, los noruegos empezaron a buscar un arma moderna para disparar el nuevo cartucho. El proceso se basó en las pruebas llevadas a cabo en los Estados Unidos durante el mismo periodo, tomando en cuenta, entre otras cosas, disparos precisos a diversas distancias, disparos con cartuchos defectuosos, disparos a velocidad, resistencia a la corrosión y facilidad de armado y desarmado. Tras las pruebas, solamente quedaron tres fusiles:
- Mannlicher 1892
- Mauser 1893
- Krag-Jørgensen 1892

Unos cincuenta fusiles Krag-Jørgensen fueron producidos en 1893 y suministrados a los soldados para pruebas de campo. Los reportes fueron positivos y se incorporaron pocas modificaciones en el diseño. El Storting (Parlamento) noruego decidió en 1894 adoptar al Krag-Jørgensen como el nuevo fusil para el Ejército, siendo formalmente adoptado el 21 de abril del mismo año. Cabe notar que Suecia adoptó en su lugar una carabina Mauser modificada en 1894 y un fusil Mauser en 1896. Se fabricaron un total de más de 215000 fusiles y carabinas Krag-Jørgensen en la Fábrica de Armas de Kongsberg en Noruega. También se produjeron 33500 fusiles en Steyr (Österreichische Waffenfabrik Gesellschaft) entre 1896-1897, bajo contratos del Ejército noruego (29000 fusiles) y la Organización de Tiradores Civiles (4500 fusiles). Las diversas variantes del Krag-Jørgensen reemplazaron todos los fusiles y carabinas previamente empleados por las Fuerzas Armadas noruegas, especialmente al Jarmann M1884, el Krag-Petersson y a los últimos Remington M1867 y a los fusiles y carabinas modificadas Kammerlader.        
El Krag-Jørgensen fue producido por mucho tiempo en Noruega, con diferentes variantes. Los principales modelos militares son los siguientes: 

### Fusiles

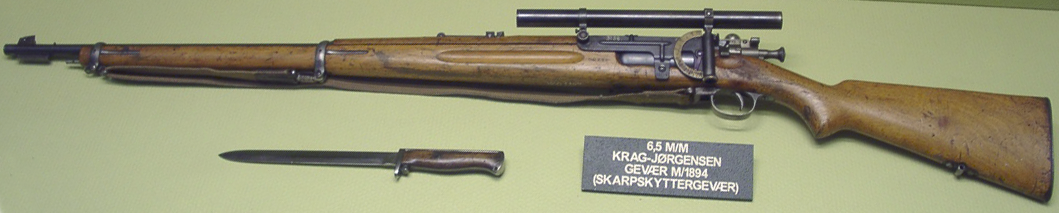
Fusil Modelo 1894, con mira telescópica.

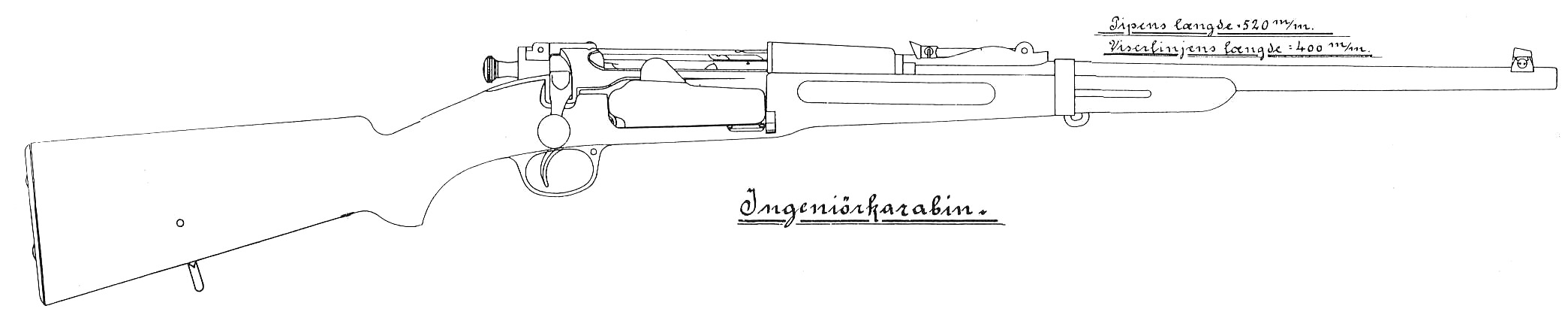
Carabina Modelo 1897.

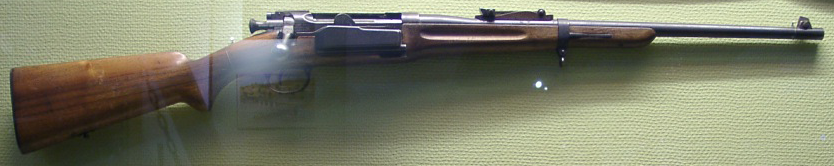
Carabina Modelo 1906.

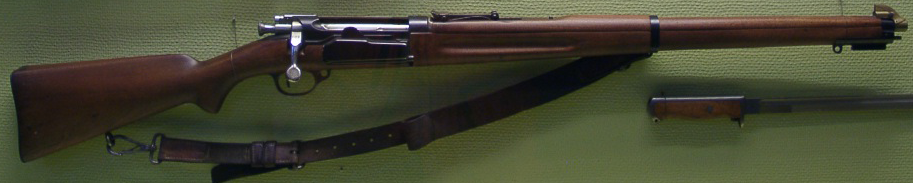
Carabina Modelo 1912.

- Modelo 1894 (M1894) : llamado "Krag Largo",[14][15][16][17] fue el fusil más común en Noruega. Se produjeron un total de 122817 fusiles para el Ejército noruego en Kongsberg hasta 1922, cuando la producción cesó. Unos 29000 fusiles adicionales fueron comprados a la fábrica austriaca Steyr. Tras algunas pruebas iniciales en 1910, 1000 fusiles Modelo 1894 (con los números de serie 89602 al 90601) fueron equipados con miras telescópicas montadas en un soporte especial. Fueron suministrados 5 fusiles a cada compañía, para ser empleados contra oficiales enemigos y otros blancos importantes. Ya que este modelo fue considerado poco satisfactorio, se detuvo su producción. Debe notarse que 3396 fusiles Modelo 1894 fueron producidos con una secuencia especial de números de serie para la Armada noruega. Para el mercado de armas civiles noruego (tiradores y cazadores), se produjeron desde 1895 hasta 1940 unos 33600 fusiles Modelo 1894 con una secuencia especial de números de serie. Unos 4500 fusiles Modelo 1894 adicionales fueron comprados a la empresa Steyr en 1897, con una secuencia especial de números de serie para la Organización de Tiradores Civiles (con los números de serie 3001 al 7500). Esto hace que el fusil Modelo 1894 sea el modelo más común de los Krag noruegos.
- Modelo 1923 de Francotirador (Fusil de francotirador M1923): fue el primer intento de producir un fusil de francotirador, pero no era lo suficientemente resistente para ser empleado en combate. Se construyeron un total de 630 fusiles de francotirador entre 1923 y 1926, la mitad de los cuales fueron vendidos a tiradores civiles. La mayoría fueron transformados más tarde en fusiles de francotirador Modelo 1930 o fusiles de cacería.[18]
- Modelo 1925 de Francotirador (Fusil de francotirador M1925): fue una versión mejorada del fusil de francotirador Modelo 1923, construida para el mercado civil. Se fabricaron un total de 1900 fusiles desde 1925 hasta la invasión alemana del 9 de abril de 1940. Se produjeron otros 250 fusiles para los alemanes durante la guerra, mientras que los últimos 124 fueron ensamblados en 1950.[19]
- Modelo 1930 de Francotirador (Fusil de francotirador M1930): fue otra versión mejorada de los fusiles de francotirador Modelo 1923 y Modelo 1925, con un cañón más pesado, una culata y mecanismos de puntería diferentes, así como un gatillo con recorrido ajustable. Fue un arma exitosa, pero solamente se produjeron 466 ejemplares entre 1930 y 1939. En 1950 y 1951, se produjeron unos 403 fusiles de francotirador Modelo 1930 adicionales, con culatas de madera laminada, alzas mejoradas (dióptricas), y cerrojos Modelo 1912. Los fusiles de francotirador Modelo 1930 del periodo de entreguerras empleaban cerrojos Modelo 1894.[20] Además, la mayor parte de estos fusiles fueron producidos para el mercado civil. Tras la Segunda Guerra Mundial, una cantidad limitada de fusiles Krag-Jørgensen fueron fabricados como modelos civiles.

### Carabinas
- Modelo 1895 de Caballería y Modelo 1897 de Artillería de Montaña e Ingenieros ( Carabina de Caballería M1895 y  Carabina de Artillería de Montaña e Ingenieros M1897): se diferencian solamente por la ubicación de las anillas para la correa portafusil. Se produjeron un total de 9309 carabinas entre 1898 y 1906.[21]
- Modelo 1904 de Ingenieros y Modelo 1907 de Artillería (Carabina de Ingenieros M1904 y Carabina de Artillería M1907): se diferencian de las primeras carabinas principalmente por tener un guardamanos que va hasta la boca del cañón. La única diferencia entre ellas es la forma como se instala la correa portafusil. Se produjeron un total de 2750 carabinas Modelo 1904 de Ingenieros y 750 carabinas Modelo 1907 de Artillería entre 1906 y 1908.[21]
- Modelo 1906 Simplificado / Guttekarabin (M1906 Guttekarabin): la Guttekarabin (Carabina para niños, en noruego) era una carabina Modelo 1895 simplificada y sin guadamanos. Fueron suministradas a las escuelas de Noruega para entrenar a niños con edades comprendidas entre los 14 y 17 años. Se desarrollaron "cartuchos escolares" para poder disparar en espacios reducidos. Se produjeron un total de 3321 carabinas, de las cuales unas 315 fueron posteriormente modificadas para disparar cartuchos .22 Long Rifle. El tiro al blanco figuraba en el sílabo de los adolescentes noruegos hasta la Segunda Guerra Mundial.[22]
- Modelo 1912, Modelo 1916 y Modelo 1918 (Carabina M1912, Carabina M1912/16 y Carabina M1912/18): este "fusil corto" fue fabricado tras quedar claro que el fusil Modelo 1894 dejaba mucho que desear. La carabina Modelo 1912 fue adoptada tras una serie de experimentos con cañones más cortos y gruesos, así como diferentes balas. Se diferenciaba de los primeros modelos por tener un guardamanos que iba hasta la boca del cañón; la anilla para la correa portafusil había sido mudada del cañón a la parte inferior de la culata. La carabina Modelo 1912 también tenía un cerrojo mejorado (reforzado), que era diferente del cerrojo del fusil Modelo 1894 en varios aspectos. Rápidamente se observó que la abrazadera delantera era débil, que condujo a las modificaciones que dieron origen a las carabinas Modelo 1916 y Modelo 1918. Se produjeron un total de 30118 carabinas con números de serie militares entre 1913 y 1926. También se decidió que este modelo sería producido prioritariamente. Unas 1592 carabinas Modelo 1912 fueron producidas con una secuencia especial de números de serie para el mercado civil.[23]

### Bayonetas para el Krag-Jørgensen noruego
La Comisión Sueco-Noruega de Fusiles solo se ocupó brevemente respecto a las bayonetas, concentrándose en elegir el mejor fusil disponible. Sin embargo, su reporte menciona que se llevaron a cabo pruebas con bayonetas tipo cuchillo y de pincho, tanto desmontables como plegables. Hoy en día se sabe muy poco de las bayonetas experimentales. 
La bayoneta que finalmente fue aprobada, probablemente junto al fusil, era una bayoneta cuchillo. Posteriormente también se aprobaron bayonetas más largas, llevándose a cabo nuevas pruebas con bayonetas de pincho durante el desarrollo del fusil Modelo 1912.   
- Bayoneta Modelo 1894: era una bayoneta cuhillo con una hoja de 21,5 cm de largo, con un ancho de 1,9 cm y una longitud total de 33,5 cm. La funda era de acero, colgaba de una tira de cuero y tenía una longitud de 22,7 cm. Fueron producidas un total de 101750[24] bayonetas por Kongsberg Våpenfabrikk, Husqvarna y Steyr.
- Bayoneta Modelo 1912: fue construida durante el desarrollo del "fusil corto" que daría origen a la carabina Modelo 1912. Era significativamente más larga que la Modelo 1894, para mantener el "alcance" del soldado. La longitud total de la bayoneta era de 48,5 cm, de los cuales 38,5 cm correspondían a la hoja. Su muy larga hoja demostró ser demasiado débil para su empleo en combate (tenía acanaladuras dobles a ambos lados), por lo que se adoptó la bayoneta Modelo 1913 en su lugar. Probablemente se produjeron menos de 50 bayonetas Modelo 1912.[24]
- Bayoneta Modelo 1913: era más resistente, pero más pesada (una sola acanaladura a cada lado) que la Modelo 1912 y del mismo tamaño.[24] Sin embargo, pronto se observó que los fusiles cortos tenían un guardamanos muy débil para ser empleados con bayonetas muy largas, lo que llevó al desarrollo de las carabinas reforzadas Modelo 1916 y Modelo 1918. La producción de la bayoneta Modelo 1913 cesó en favor de la Modelo 1916, tras haber sido fabricadas unas 3000 por la Kongsberg Våpenfabrikk. Las bayonetas Modelo 1913 eran suministradas con una vaina de cuero.[24]
- Bayoneta Modelo 1916: iba a ser empleada tanto por las carabinas como los fusiles. Siendo casi del mismo tamaño que la anterior Modelo 1913, era más resistente y su punta tenía doble filo.[24] Las vainas de la Modelo 1916 inicialmente eran de cuero (para las carabinas Modelo 1912 con números de serie situados entre 12159-12178, 13179-16678 o 21479-21678), pero más tarde fueron reemplazadas por vainas de acero (para las carabinas Modelo 1912 con números de serie situados entre 21679–30118 y los fusiles Modelo 1894 con números de serie situados entre 121000–152000).
- Bayoneta Modelo 1894/1943: era una variante de la bayoneta Modelo 1894, fabricada durante la guerra para la Alemania Nazi. Solamente se fabricaron 3300, todas de inferior calidad a las bayonetas suministradas antes de la invasión alemana.[24]

Durante el tiempo en que el Krag-Jørgensen fue el fusil militar noruego estándar, se probaron un buen número de bayonetas especiales y curiosas, dos de las cuales merecen ser mencionadas.  
- La Bayoneta para Oficiales: fue un intento de reemplazar la tradicional pistola en el uniforme de gala de los oficiales, con una bayoneta Modelo 1916 de gran calidad y decorada.[24] El prototipo se hizo en 1928, con dos vainas diferentes (una de acero lacado en negro, la otra de cuero), hoja de acero pulido y el escudo incrustado en el mango. La bayoneta nunca fue suministrada y el prototipo se perdió.
- El "Alargador" de bayoneta: era una vaina especial para la bayoneta Modelo 1894, que incorporaba un riel para montar una bayoneta.[24] Al montar la bayoneta en la vaina y esta al fusil, se alcanzaba una longitud tota de 47 cm. Se especula[24] que se hizo para lograr el mismo alcance que con la bayoneta Modelo 1916, sin tener que desechar las grandes cantidades de bayonetas Modelo 1894 almacenadas. El "alargador" nunca fue suministrado.

### Fusiles Krag en la Segunda Guerra Bóer
Una cierta cantidad de fusiles Krag fabricados por Steyr en 1896 y 1897, parecidos al Modelo 1894 noruego y de calibre 6,5 mm, pero sin marcajes de inspección noruegos y con números de serie fuera de las secuencias de aquellos producidos para Noruega, fueron empleados por los bóeres durante la Segunda Guerra Bóer (la mayoría tienen números de serie inferiores a 900). Existen fotografías de oficiales bóer de alto rango que llevan fusiles parecidos al Modelo 1894. Se han encontrado casquillos de cartuchos 6,5 x 55 en el campo de batalla de Magersfontein, probablemente disparados por tales fusiles. Algunas fuentes afirman que unos 100 fusiles de 1896 y por lo menos unos 200 de 1897 llegaron a manos de los bóeres. Algunos fusiles que corresponden a esta descripción se hallan en museos sudafricanos junto a documentos de la guerra, así como ejemplares capturados en museos de Inglaterra. Se sabe de la existencia en museos sudafricanos de unos cuantos fusiles con marcajes de inspección noruegos y números de serie que corresponden con los de la Organización de Tiradores Civiles, que pudieron haber sido empleados por los bóeres - se sospecha que estos pudieron haber llegado a Sudáfrica con una pequeña tropa voluntaria escandinava que luchó al lado de los bóeres. Se sabe que en los Estados Unidos existe una pequeña cantidad de fusiles Steyr 1897, de calibre 6,5 mm y con números de serie de tres dígitos que no corresponden a los empleados en los fusiles de los contratos noruegos y que entran en la secuencia de los fusiles empleados por los bóeres, sin marcajes de inspección noruegos como los fusiles 1897 de los museos sudafricanos. Se desconoce si estos fusiles tienen alguna conexión con los bóeres o fueron inicialmente suministrados a cualquier otro país.

## Producción bajo la ocupación alemana
Durante la ocupación alemana, se le ordenó a la Kongsberg Våpenfabrikk que construya armas para las fuerzas armadas alemanas. Se encargaron grandes cantidades del fusil Krag-Jørgensen, la pistola Colt M1914 (copia bajo licencia de la Colt M1911) y cañones antiaéreos de 40 mm. Sin embargo, la producción fue reducida mediante sabotajes y retrasos por los empleados de la fábrica. Del total de 13450 fusiles ordenados por los alemanes, solamente fueron suministrados entre 3350 y 3800 fusiles. Los fusiles de los primeros encargos eran idénticos al Modelo 1894, pero con marcajes alemanes y un acabado de inferior calidad en comparación a los fusiles Modelo 1894 producidos anteriormente. Durante la guerra se modificó este modelo para que se parezca al Mauser Kar 98k. Esto se logró mediante el acortamiento de 15 cm (6 pulgadas) del cañón, hasta obtener una longitud de 61,3 cm (24 pulgadas), el acortamiento de la culata a 18 cm (7 pulgadas) y una cubierta para el punto de mira similar a la del Kar 98k. Estos fusiles Krag-Jørgensen acortados son conocidos en Noruega como Stomperud-Krag. Algunos fusiles Krag-Jørgensen fabricados para los alemanes han sido descritos como "bastardos", al ser creados a partir de piezas sobrantes dispares producidas anteriormente.      
También se llevaron a cabo pruebas con el cartucho alemán estándar 7,92 x 57, un cartucho tan potente como el .30-06 Springfield y el moderno 7,62 x 51 OTAN.
Aunque es difícil encontrar información sobre el empleo del Krag-Jørgensen en la Wehrmacht, debe asumirse que era principalmente suministrado a unidades de segunda línea, ya que la Wehrmacht trataba de suministrar armas de calibre estándar a las tropas de primera línea. También fue suministrado al Hird, brazo armado del Nasjonal Samling (NS; Unidad Nacional, en noruego), el partido fascista del gobierno títere de Vidkun Quisling. Es bastante probable que las pruebas con el cartucho 7,92 x 57 indicaran que los alemanes consideraron emplear ampliamente el fusil Krag-Jørgensen.

## Producción de posguerra
Unos pocos fusiles Krag-Jørgensen fueron ensamblados después de 1945 para su venta a cazadores y tiradores civiles, entre ellos 1600 de los llamados Stomperud Krag. Aunque no había ningún plan para reequipar al Ejército noruego con el Krag-Jørgensen, se hicieron intentos de adaptarlo para emplear cartuchos más modernos y potentes como el .30-06 Springfield y el 7,62 x 51 OTAN. Aunque esto era posible, se necesitaba un nuevo cañón (o cañones recalibrados) y hacer modificaciones al cerrojo y el cajón de mecanismos. El costo de la conversión era casi igual a producir un nuevo fusil de diseño más moderno. Los últimos fusiles Krag-Jørgensen en ser producidos fueron el Modelo 1948 Elgrifle (fusil para alces, en noruego), del cual se produjeron 500 entre 1948-1949, y el Modelo 1951 Elgrifle, del cual se produjeron 1000 entre 1950-1951.         

### El Krag como fusil de tiro al blanco
Antes que el Sauer 200STR sea aprobado como el nuevo fusil para tiro al blanco estándar, fusiles Krag-Jørgensen recalibrados y con la culata modificada eran los fusiles de tiro al blanco estándar noruegos, junto a los Kongsberg-Mauser M59 y M67. El Krag era empleado para disparar en polígonos de tiro cubiertos y en condiciones climáticas favorables, dominando las pruebas de tiro rápido a causa de su maniobrable cerrojo. Sin embargo, se sabe que cambia su punto de impacto en condiciones de humedad ambiental a causa del único tetón frontal de su cerrojo. Por lo que varios tiradores tenían tanto un Krag como un "Mauser", para emplearlos según el estado del clima.

## Fusiles y carabinas Krag-Jørgensen especiales y prototipos
El fusil Krag-Jørgensen fue fabricado en Noruega por casi 60 años. Durante este periodo, se diseñaron y fabricaron varios modelos especiales y prototipos. Algunas de estas armas especiales eran una ayuda para la producción o estaban hechas a pedido, pero también fueron diversos intentos para aumentar el poder de fuego del arma.   

### Fusiles modelo
Los llamados "fusiles modelo" eran empleados tanto durante la aprobación de las diversas variantes, así como guía para la producción. Básicamente, el fusil modelo o la carabina modelo era un arma especialmente fabricada para mostrar como sería el arma aprobada. Tenían números de serie diferentes y eran almacenados por separado. Se fabricaron varios fusiles y carabinas modelo, ya que incluso un cambio en el acabado era visto como un pequeño cambio. Se hicieron varios fusiles modelo del Modelo 1894, ya que fueron enviados a Steyr en Austria para servir como modelos y controles.  

### Fusiles lanza-arpones
Una pequeña cantidad de fusiles Krag-Jørgensen fueron transformados en fusiles lanza-arpones, al igual que el Jarmann M1884. Se observó que costaba menos transformar el Jarmann que el Krag-Jørgensen, por lo que se detuvo la modificación de este último. Se desconoce cuantos fusiles Krag-Jørgensen fueron transformados como lanza-arpones.   

### Krag-Jørgensen alimentado mediante cinta
En el museo de la Fábrica de Armas de Kongsberg se conserva un interesante prototipo de un fusil Modelo 1894, modificado para ser alimentado mediante cinta. Aunque no se han encontrado documentos, está claro que el fusil fue modificado en las primeras etapas del proceso de producción para emplear las mismas cintas que la ametralladora Hotchkiss, que era la ametralladora pesada del Ejército noruego en aquel entonces.
El avance y el retroceso del cerrojo acciona un mecanismo que mueve la cinta a través del cajón de mecanismos, ofreciendo cartuchos para el arma. Aunque esto podría haber sido una ventaja al luchar desde fortificaciones, no era demasiado práctico que el tirador lleve consigo una larga cinta en el campo de batalla. Incluso así, es un interesante y primigenio intento de aumentar el poder de fuego del Krag-Jørgensen.   

### "Cargador Rápido" del Teniente Tobiensen
En 1923, el Teniente Tobiensen trabajaba en la Fábrica de Armas de Kongsberg y diseñó un mecanismo al que llamó "Cargador Rápido para fusiles de repetición". Puede ser visto como un nuevo intento de incrementar el poder de fuego del Krag-Jørgensen, al igual que el intento de transformarlo para emplear cintas de balas. Básicamente, el diseño consistía en una portilla modificada que permitía al tirador acoplar al fusil un cargador de ametralladora ligera Madsen. La portilla tenía un selector, el cual permitía al tirador emplear los cinco cartuchos del depósito interno del Krag-Jørgensen, o los 25 cartuchos del cargador externo.    
El diseño fue considerado lo suficientemente prometedor, así que se fabricaron y probaron 8 prototipos. Sin embargo, durante las pruebas se observó que el pesado cargador insertado a un lado del arma no solamente hacía que el fusil sea más difícil de transportar y emplear, sino que también se inclinara hacia la izquierda. Se decidió que el "Cargador Rápido" no era un diseño práctico para su empleo en combate y se canceló su producción.
En 1926, un grupo de cazadores de focas fue a la Fábrica de Armas de Kongsberg y quiso comprar algunos Cargadores Rápidos para emplearlos en la caza de focas desde pequeñas embarcaciones. Pero no pudieron obtenerlos, debido al alto costo de producir una cantidad limitada del mecanismo.

### Fusiles Krag-Jørgensen semiautomáticos y automáticos
Al mismo tiempo que la ametralladora Hotchkiss M1914 era introducida en el Ejército noruego como ametralladora pesada, algunas personas empezaron a considerar la modificación del Krag-Jørgensen para disparar en modo semiautomático. De hacerlo, se habría aumentado el poder de fuego de la infantería al concentrar muchos más disparos contra un blanco. La mayoría de los diseños planteados no eran fiables y muy pocos diseñadores sabían lo suficiente sobre armas de fuego para calcular las presiones y dimensiones necesarias. Sin embargo, dos diseños fueron probados e incluso se llegó a construir un prototipo.  

#### Fusil automático Sunngaard
En 1915, el Sargento Sunngaard propuso un diseño para transformar el Krag-Jørgensen en un fusil automático. El diseño fue tomado en consideración durante cierto tiempo, antes de ser declarado como "casi inútil", principalmente debido a que la presión necesaria no podía alcanzarse sin un rediseño mayor del fusil. Por esta razón, no se fabricó ningún prototipo, 

#### Mecanismo de carga automática SNABB 38
En 1938 surgió un interesante diseño sueco. El SNABB era una modificación que virtualmente podía aplicarse a cualquier fusil de cerrojo, convirtiéndolo en un fusil semiautomático y ahorrando dinero respecto a fabricar armas nuevas. El mecanismo empleaba la presión del gas para accionar la manija del cerrojo con ayuda de una biela. A primera vista, la modificación es demasiado complicada. Se necesitaba un pistolete separado y hacer importantes modificaciones en el cajón de mecanismos.  
Se fabricó un prototipo en el otoño de 1938 y fue probado durante varios meses. Aunque moderadamente exitoso, la modificación costaría casi tres veces más que el precio originalmente planeado y el proyecto fue cancelado por falta de fondos.

## Munición
Los fusiles Krag-Jørgensen fueron fabricados para una amplia variedad de municiones. Además de los diversos cartuchos civiles, el fusil fue fabricado para los siguientes cartuchos militares: 
- 8 x 58 R danés, cartucho con pestaña. Los primeros cartuchos montaban una larga bala con punta redonda y 15,3 gramos (236 granos), con una carga propulsora que producía una velocidad de 580 metros/segundo (apenas 1900 pies/segundo), mientras que los cartuchos posteriores montaban una bala puntiaguda spitzer de 12,8 gramos (198 granos) y tenían una velocidad de 823 metros/segundo (2740 pies/segundo).
- .30-40 Krag estadounidense, un cartucho con pestaña calibre 7,62 mm y cargado con 40 granos (3 gramos) de pólvora sin humo. Producía una presión de 40000 lbf/in² (276 MPa), que resultaba en una velocidad de 609,6 metros/segundo (2000 pies/segundo) en los fusiles y 597,4 metros/segundo (1960 pies/segundo) en las carabinas.
- 6,5 x 55, un cartucho sin pestaña calibre 6,5 mm. La mayoría de sus variantes tienen una carga propulsora que produce una presión de 350 MPa (apenas 51000 lbf/in²). Los primeros cartuchos montaban una larga bala con punta redondeada (B-projectile) y 10,1 gramos (156 granos), con una velocidad de unos 700 metros/segundo (apenas 2300 pies/segundo), mientras que los cartuchos posteriores montaban una bala puntiaguda spitzer (D-projectile) de 9 gramos (139 granos) y tenían una velocidad de 870 metros/segundo (2854 pies/segundo).[1]

Al contrario de ciertos rumores, el cerrojo Krag-Jørgensen puede ser modificado para disparar modernos cartuchos de alto poder. Durante la Segunda Guerra Mundial e inicios de la década de 1950, se produjeron varios fusiles que disparaban el cartucho 7,92 x 57, el cual difícilmente puede ser considerado un cartucho de bajo poder. También se recalibraron algunos fusiles Krag-Jørgensen para emplear cartuchos .30-06 y 7,62 x 51 OTAN, para tiro al blanco y cacería. Sin embargo, debe resaltarse que todos estos fusiles son Krag-Jørgensen noruegos de producción tardía, hechos en una época donde la metalurgia estaba mucho más avanzada respecto a cuando se produjeron los fusiles Krag-Jørgensen estadounidenses. Además, el cerrojo del Krag-Jørgensen estadounidense tiene un solo tetón de acerrojamiento, mientras que el cerrojo de los fusiles noruegos y daneses tiene dos.

## Comparación entre los fusiles militares estándar
A continuación se compararán los fusiles militares daneses, estadounidenses y noruegos estándar.
| País           | Modelo                                           | Longitud            | Longitud del cañón | Peso               |
| -------------- | ------------------------------------------------ | ------------------- | ------------------ | ------------------ |
| Dinamarca      | Fusil Modelo 1889                                | 1328 mm / 52,28 in  | 832 mm / 32,78 in  | 4,27 kg / 9,5 lb   |
| Dinamarca      | Carabina Modelo 1889                             | 1100 mm / 43,3 in   | 610 mm / 24 in     | 3,96 kg / 8,8 lb   |
| Dinamarca      | Fusil de francotirador Modelo 1928               | 1168 mm / 46 in     | 675 mm / 26,6 in   | 5,26 kg / 11,7 lb  |
| Estados Unidos | Fusil Modelo 1892                                | 1244,6 mm / 49 in   | 762 mm / 30 in     | 4,22 kg / 9,38 lb  |
| Estados Unidos | Carabina Modelo 1892                             | 1046,5 mm / 41,2 in | 558,8 mm / 22 in   | 3,73 kg / 8,3 lb   |
| Estados Unidos | Fusil Modelo 1896                                | 1244,6 mm / 49 in   | 762 mm / 30 in     | 4,02 kg / 8,94 lb  |
| Estados Unidos | Fusil Modelo 1896 Modificado                     | 1244,6 mm / 49 in   | 762 mm / 30 in     | 4,05 kg / 9,0 lb   |
| Estados Unidos | Carabina Modelo 1896                             | 1046,5 mm / 41,2 in | 558,8 mm / 22 in   | 3,48 kg / 7,75 lb  |
| Estados Unidos | Fusil Modelo 1898                                | 1247,1 mm / 49,1 in | 762 mm / 30 in     | 4,05 kg / 9,0 lb   |
| Estados Unidos | Carabina Modelo 1898                             | 1046,5 mm / 41,2 in | 558,8 mm / 22 in   | 3,51 kg / 7,8 lb   |
| Estados Unidos | Carabina Modelo 1899                             | 1046,5 mm / 41,2 in | 558,8 mm / 22 in   | 3,54 kg / 7,87 lb  |
| Estados Unidos | Carabina Modelo 1899 de Policía                  | 1046,5 mm / 41,2 in | 558,8 mm / 22 in   | 3,61 kg / 8,03 lb  |
| Noruega        | Fusil Modelo 1894                                | 1267,5 mm / 49,9 in | 760 mm / 29,9 in   | 4,22 kg / 9,38 lb  |
| Noruega        | Carabina Modelo 1895 y Modelo 1897               | 1016 mm / 40 in     | 520 mm / 20,5 in   | 3,37 kg / 7,5 lb   |
| Noruega        | Carabina Modelo 1904 y Modelo 1907               | 1016 mm / 40 in     | 520 mm / 20,5 in   | 3,78 kg / 8,4 lb   |
| Noruega        | Carabina Modelo 1906 Simplificado / Guttekarabin | 986 mm / 38,8 in    | 520 mm / 20,5 in   | 3,37 kg / 7,5 lb   |
| Noruega        | Carabina Modelo 1912                             | 1107 mm / 43,6 in   | 610 mm / 24 in     | 3,96 kg / 8,8 lb   |
| Noruega        | Fusil de francotirador Modelo 1923               | 1117 mm / 44 in     | 610 mm / 24 in     | 4,05 kg / 9,0 lb   |
| Noruega        | Fusil de francotirador Modelo 1925               | 1117 mm / 44 in     | 610 mm / 24 in     | 4,45 kg / 9,9 lb   |
| Noruega        | Fusil de francotirador Modelo 1930               | 1220 mm / 48 in     | 750 mm / 29,5 in   | 5,15 kg / 11,46 lb |

## Comparación con fusiles contemporáneos
Cuando fue adoptado en Dinamarca, Estados Unidos y Noruega, el Krag-Jørgensen era visto como el mejor fusil disponible. En la siguiente tabla es comparado con otros fusiles de las siguientes décadas. Durante las pruebas en los Estados Unidos, el Krag compitió contra el Mauser Modelo 92 (así como contra otros diseños), no el mejorado Modelo 98. El fusil japonés Tipo 38 fue adoptado en 1905, casi dos décadas después del primer modelo del Krag.
| Fusil                  | Krag-Jørgensen 1889 danés                                | Krag-Jørgensen M1892 estadounidense | Krag-Jørgensen M1894 noruego                             | Tipo 38          | Mauser 98 | Lee-Enfield        |
| Alcance efectivo       | -                                                        | -                                   | -                                                        | -                | 500 m     | 800 m              |
| Capacidad del depósito | 5                                                        | 5                                   | 5                                                        | 5                | 5         | 10                 |
| Munición               | 8 x 58 R                                                 | .30-40                              | 6,5 x 55                                                 | 6,5 x 50 Arisaka | 7,92 x 57 | .303 (7,70 x 56 R) |
| Calibre                | 8 mm                                                     | 7,62 mm                             | 6,5 mm                                                   | 6,5 mm           | 7,92 mm   | 7,70 mm            |
| Velocidad              | 580 m/s (primeros cartuchos) 823 m/s (últimos cartuchos) | 609,6 m/s                           | 700 m/s (primeros cartuchos) 870 m/s (últimos cartuchos) | 765 m/s          | 745 m/s   | 774 m/s            |
| Longitud del cañón     | 83,2 cm                                                  | 76,2 cm                             | 76 cm                                                    | 79,7 cm          | 74 cm     | 64 cm              |
| Longitud               | 132,8 cm                                                 | 124,5 cm                            | 126,8 cm                                                 | 128 cm           | 125 cm    | 112,8 cm           |
| Peso (cargado)         | 4,28 kg                                                  | 4,22 kg                             | 4,22 kg                                                  | 3,95 kg          | 4,09 kg   | 4,17 kg            |